# 알바 메이어

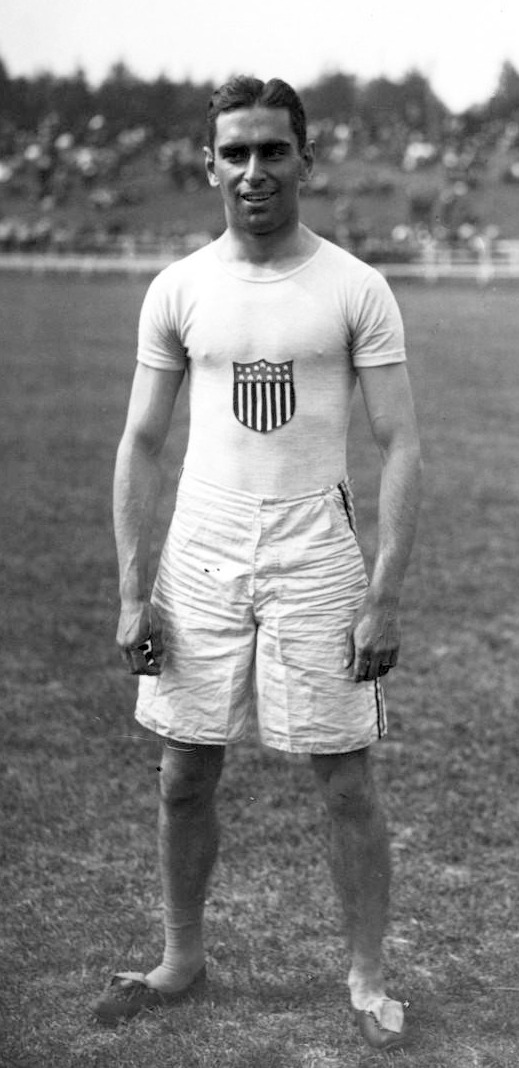

알바 메이어(Alvah Meyer, 본명: 알바 T. 메이어, Alvah T. Meyer, 1888년 7월 18일 ~ 1939년 12월 19일)는 미국의 단거리 육상 선수였다. 아벨 키비아트와 마이어 프린스타인도 포함된 아일랜드계 미국인 체육 클럽의 유대인 회원이었다.
1888년 7월 18일 뉴욕에서 태어났다. 1912년 올림픽 이전에 큰 가능성을 보여준 그는 1911년 AAU 실내 60y 대회와 1912년 220y 실외 대회에서 우승했다.